# محطب (إب)
محطب هي إحدى قرى الجمهورية اليمنية. تتبع جغرافيا لمحافظة إب وإداريًا لمديرية السياني. يبلغ تعداد سكانها 2945 نسمة حسب الإحصاء الذي أجري عام 2004.